# 拉利克礁鏈

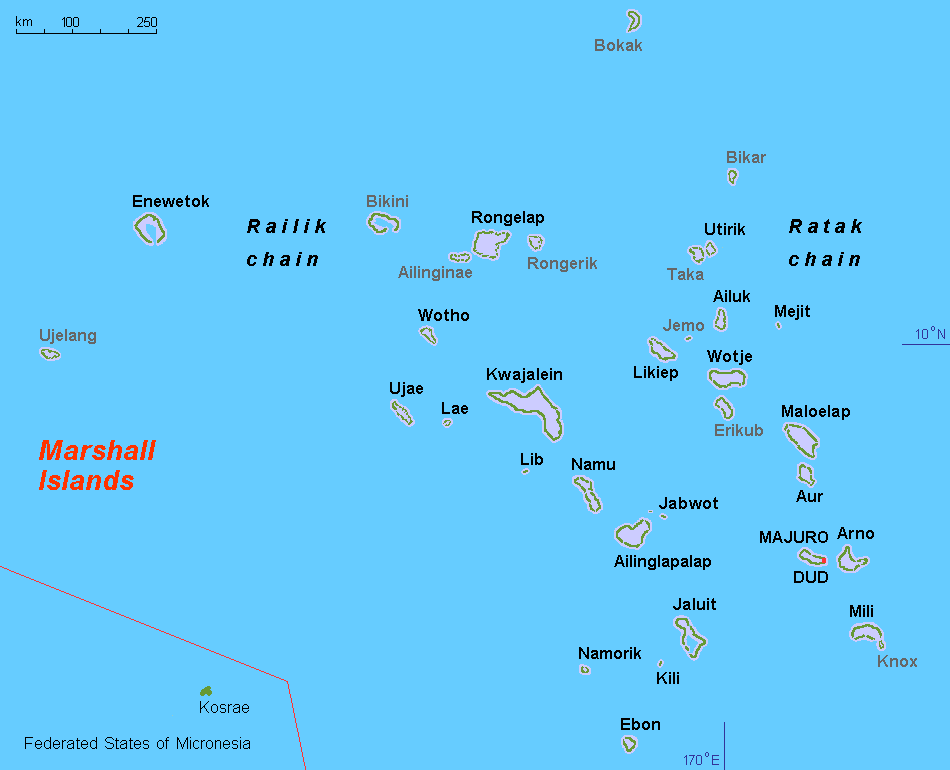
拉利克礁鏈位於馬紹爾群島西部（圖左）

拉利克礁鏈是太平洋島國馬紹爾群島的群島，「拉利克」的意思是「日落」，島上總人口19,915。
有人居住的環礁與島嶼如下︰
- 艾林拉帕拉普環礁
- 埃邦環礁
- 埃內韋塔克環礁
- 賈布沃特島
- 賈盧伊特環礁
- 基利島
- 夸賈林環礁
- 萊環礁
- 利布島
- 納莫里克環礁
- 納穆環礁
- 朗格拉普環礁
- 烏賈環礁
- 沃托環礁

無人居住的環礁如下︰
- 艾林吉納埃環礁
- 比基尼環礁
- 朗格里克環礁
- 烏傑朗環礁

8°00′N 167°00′E / 8.000°N 167.000°E